# ليندسي جاكوب
ليندسي جاكوب (بالإنجليزية: Lindsay Jacob)‏ هو لاعب كرة قدم أسترالية أسترالي، ولد في 24 نوفمبر 1946، وتوفي في 8 يوليو 2014.

## وصلات خارجية
- ليندسي جاكوب على موقع AustralianFootball.com (الإنجليزية)
- ليندسي جاكوب على موقع AFLtables.com (الإنجليزية)